# Moneyval
Moneyval é o nome comum e oficial do Comitê de Peritos sobre a Avaliação de Medidas de Combate à Lavagem de Dinheiro e ao Financiamento do Terrorismo. Moneyval é um órgão de monitoramento do Conselho da Europa, com 47 estados membros, reportando-se diretamente ao seu órgão principal, o Comitê de Ministros do Conselho da Europa.
A tarefa do Moneyval é avaliar o cumprimento das principais normas internacionais de combate à lavagem de dinheiro e ao financiamento do terrorismo e a eficácia de sua implementação, bem como fazer recomendações às autoridades nacionais com relação às melhorias necessárias em seus sistemas.

## História
Em 1997, o Conselho da Europa estabeleceu o Comitê Selecionado de Peritos sobre a Avaliação de Medidas de Combate à Lavagem de Dinheiro, com a abreviatura oficial de PC-R-EV, como um subcomitê do Comitê Europeu de Problemas de Crime (CDPC, para o Comité Européen pour les Problèmes Criminels). As funções do PC-R-EV deveriam ser reguladas pelas disposições gerais da Resolução Res (2005) 47 sobre comissões e órgãos subordinados.
Em 2002, o nome do comitê foi alterado para Comitê de Peritos sobre a Avaliação de Medidas de Combate à Lavagem de Dinheiro e Financiamento do Terrorismo, com a abreviatura Moneyval, sob a alegação de que "a abreviatura 'PC-R-EV' não expressa o objetivo das atividades do comitê de forma suficientemente clara."
Na sua reunião de 13 de outubro de 2010, o Comité de Ministros adoptou uma resolução que eleva o Moneyval, a partir de 1 de janeiro de 2011, a "mecanismo de acompanhamento independente no Conselho da Europa, respondendo directamente perante o Comité de Ministros".